# Feketebátor
Feketebátor (románul Batăr) falu Romániában Bihar megyében. Községközpont, melyhez Árpád, Feketetót és Talpas tartozik.

## Fekvése
Nagyszalontától 14 km-re délkeletre fekszik a Fekete-Körös jobb partján.

## Története
1177-ben említik először. Monostorát a 12. században a Barsa nemzetség építtette, közelében a 14.-15. században a Toldi nemzetség építette fel várát.
1553-ban I. Ferdinánd vezérei foglalták el.
1660-ban a töröké lett, a hódoltság végére a falu elnéptelenedett, a vár pedig összeomlott. Nyoma 
sincsen.
1910-ben 1934, többségben román lakosa volt, jelentős magyar kisebbséggel. A trianoni békeszerződésig Bihar vármegye Tenkei járásához tartozott.
1992-ben társközségeivel együtt 5364 lakosából 3552 román, 942 cigány, 866 magyar és 2 német volt.